# Maureen Raymo
 Maureen E. Raymo  (Los Angeles, 27 de dezembro de 1959) é uma paleoclimatologista e geologista marinha estadunidense.

## Condecorações
Recebeu a Medalha Wollaston de 2014, sendo a primeira mulher a receber este prêmio. Em 2003/04 foi bolsista Guggenheim.

## Publicações selecionadas
- com W.F. Ruddiman, P.N. Froelich: Influence of late Cenozoic mountain building on ocean geochemical cycles, Geology, Volume 16, 1988, p. 649-653
- com W. F. Ruddiman, N. J. Shackleton, D. W. Oppo: Evolution of Atlantic Pacific Delta-C-13 Gradients over the Last 2.5 My, Earth and Planetary Science Letters, Volume 97, 1990, p. 353-368
- com W. F. Ruddiman: Tectonic forcing of late Cenozoic climate, Nature, Volume 359, 1992, p. 117-122
- The Himalayas, organic carbon burial and climate in the Miocene, Paleoceanography, Volume 9, 1994, p. 399-404
- The timing of major climate terminations, Paleoceanography, Volume 12, 1997, p. 577-585
- com K. Nisancioglu: The 41 kyr world: Milankovitch's other unsolved mystery, Paleoceanography, Volume 18, 2003, p. 1011
- com L. E. Lisiecki: A Pliocene-Pleistocene stack of 57 globally distributed benthic d18O records. Paleoceanography, 20, 2005,  PA1003
- com L. E. Lisiecki, Kerim H. Nisancioglu: Plio-Pleistocene Ice Volume, Antarctic Climate, and the Global δ18O Record, Science 313, 2006, p. 492-495, Abstract
- com C. Raymo: Written In Stone – a Geological History of the Northeastern United States. The Globe Pequot Press, Chester, Connecticut 1989, 3. Edição Black Dome Press 2007
- com K. Kawamura, F. D. R. Parrenin, L. Lisiecki, R. Uemura, F. O. Vimeux, J. P. Severinghaus, M. A. Hutterli, T. Nakazawa, S. Aoki, J. Jouzel, K. Matsumoto, H.Nakata, H. Motoyama, S. Fujita, K. Goto-Azuma, Y. Fujii,, O. Watanabe: Northern Hemisphere forcing of climatic cycles in Antarctica over the past 360,000 years, Nature, Volume 448, 2007, p. 912–916
- com Peter Huybers: Unlocking the mysteries of the Ice Ages, Nature, Volume 451, 2008, p. 284-285
- com L. E. Lisiecki: Diachronous benthic delta O-18 responses during late Pleistocene terminations, Paleoceanography, Volume 24, 2009, PA 3210
- com Jerry Mitrovica, Michael J. O'Leary, Robert M. DeConto, Paul L. Hearty: Departures from eustasy in Pliocene sea-level records, Nature Geoscience, Volume 4, 2011, p. 328-332
- Ayako Abe-Ouchi,Fuyuki Saito, Kenji Kawamura,Jun’ichi Okuno, Kunio Takahashi, Heinz Blatter: Insolation-driven 100,000-year glacial cycles and hysteresis of ice-sheet volume, Nature, Volume 500, 2013, p. 190-193, Abstract